# Ittigen
Ittigen (gsw. Ittige) – gmina (niem. Einwohnergemeinde) w Szwajcarii, w kantonie Berno, w regionie administracyjnym Bern-Mittelland, w okręgu Bern-Mittelland. Liczy 11 430 mieszkańców.

## Transport
Przez teren gminy przebiegają autostrady A1 i A6 oraz drogi główne nr 1, nr 6 i nr 12.